# آمنه دمشقیه
آمنه دمشقیّه (۱۲۶۶ -  ۱۳۴۰ ) (نسب: آمنه بنت ابراهیم بن علی، واسطیه دمشقیه)  بانوی محدث سوری بود. 